# Войводово (област Хасково)
 За другото българско село вижте Войводово (област Враца).  
Войводово е село в Южна България. То се намира в община Хасково, област Хасково. Старото му име е Паша кьой.

## География
Село Войводово (област Хасково) се намира на 7 километра от областния град Хасково.

## Население
Численост
Численост на населението според преброяванията през годините:
| \| Година на преброяване \| Численост \| \| --------------------- \| --------- \| \| 1934 \| 1024 \| \| 1946 \| 1114 \| \| 1956 \| 1022 \| \| 1965 \| 1232 \| \| 1975 \| 1378 \| \| 1985 \| 1438 \| \| 1992 \| 1241 \| \| 2001 \| 1175 \| \| 2011 \| 1200 \| \| 2021 \| 945 \| |           |
| Година на преброяване | Численост |
| 1934 | 1024      |
| 1946 | 1114      |
| 1956 | 1022      |
| 1965 | 1232      |
| 1975 | 1378      |
| 1985 | 1438      |
| 1992 | 1241      |
| 2001 | 1175      |
| 2011 | 1200      |
| 2021 | 945       |

### Етнически състав
Преброяване на населението през 2011 г.
Численост и дял на етническите групи според преброяването на населението през 2011 г.:
|                     | Численост | Дял (в %) |
| Общо                | 1 200     | 100,00    |
| Българи             | 189       | 15,75     |
| Турци               | 643       | 53,58     |
| Цигани              | 316       | 26,33     |
| Други               |           |           |
| Не се самоопределят |           |           |
| Неотговорили        | 50        | 4,16      |

## Икономика
В селото е разположена птицеферма на групата „Градус“.

## Културни и природни забележителности
Веднъж в годината, през летния сезон, се организира събор в рамките на два дена.
Писателят Мустафа Кахведжиев е роден тук.
През 2004 година е осветен православен храм в селото, който носи името на света Петка Търновска. Черквата и джамията в селото се намират в съседство, един до друг.

## Други
В селото има:
- Целодневна детска градина тел.: 03718/329
- Основно училище „Христо Ботев“
- Поликлиника и отдел стоматология
- Читалище
- Църква и Джамия

## Личности
- Димитър Гогов (1917 – ?), български военен и политик от БКП